# Stary Nart
Stary Nart (do 14 lutego 1968 Nart Stary) – wieś w Polsce położona w województwie podkarpackim, w powiecie niżańskim, w gminie Jeżowe.
W latach 1975–1998 miejscowość administracyjnie należała do województwa tarnobrzeskiego.
| SIMC    | Nazwa  | Rodzaj    |
| ------- | ------ | --------- |
| 0795703 | Podbór | część wsi |